# ABC-analyse
De ABC-analyse is in de logistiek een methode om het productassortiment van een onderneming onder te verdelen in drie gradaties, aflopend met producten die de meeste omzet opleveren naar producten die de minste omzet opleveren.
Voor een bedrijf is deze informatie nuttig wanneer je producten uit het assortiment wilt halen of juist wilt  toevoegen. Producten die bijvoorbeeld relatief weinig opleveren, zouden bij bedrijven in aanmerking kunnen komen om uit het assortiment genomen te worden. Hierdoor komt ruimte vrij in het magazijn om een ander product op te nemen.
Daarnaast kan een bedrijf maatregelen nemen die per groep verschillend zijn. Zo kan het helpen bij de inrichting van een magazijn, waarbij de veel gevraagde producten (A-producten) op de efficiëntste plekken staan, waardoor de afstanden die gereden worden van de laad- en losdocks naar de stellingen het kleinst zijn wat tijd en geld kan besparen. Producten die weinig gevraagd zijn (C-producten) zouden juist achter in het magazijn opgeslagen kunnen worden, omdat deze toch weinig nodig zijn.

## Groepen
- De eerste groep (A) zijn veelal weinig producten die voor de meeste omzet zorgen. Men noemt dit ook wel de 80/20-regel, waarbij 20% van het productassortiment zorgt voor 80% van de totale omzet. Deze 80/20-regel geldt niet bij ieder bedrijf, 70/40 of 80/30 (hoeft geen 100 totaal te zijn) is ook mogelijk. Voor een bedrijf zijn producten uit deze groep het belangrijkst en neemt het ook vaak maatregelen om niet zonder te zitten (voorkomen van nee-verkoop), zoals het nemen van een hogere veiligheidsvoorraad.
- De tweede groep (B) zijn middelmatig gevraagde producten, waarbij het vaak gaat om 30% van de producten uit het productassortiment die zorgen voor 15% van de totale omzet.
- De laatste groep (C) zijn producten die weinig omzet opleveren. Vaak gaat de vergelijking op van 50% van de producten uit het productassortiment zitten in groep C en leveren 5% van de totale omzet op.